# Trémargat
Trémargat é uma comuna francesa na região administrativa da Bretanha, no departamento Côtes-d'Armor. Estende-se por uma área de 13,82 km². Em 2010 a comuna tinha 204 habitantes (densidade: 14,8 hab./km²).